# Benham (Kentucky)
Pour les articles homonymes, voir Benham.
La ville américaine de Benham est située dans le comté de Harlan, dans l’État du Kentucky. Lors du recensement de 2010, sa population s’élevait à 500 habitants.